# ريغي غرايمز
ريغي غرايمز (بالإنجليزية: Reggie Grimes)‏ هو لاعب كرة قدم أمريكية أمريكي، ولد في 7 نوفمبر 1976 في ناشفيل في الولايات المتحدة.

## وصلات خارجية
- ريغي غرايمز على موقع مرجع كرة القدم المحترفة.كوم (الإنجليزية)